# 上郡町立高田小学校

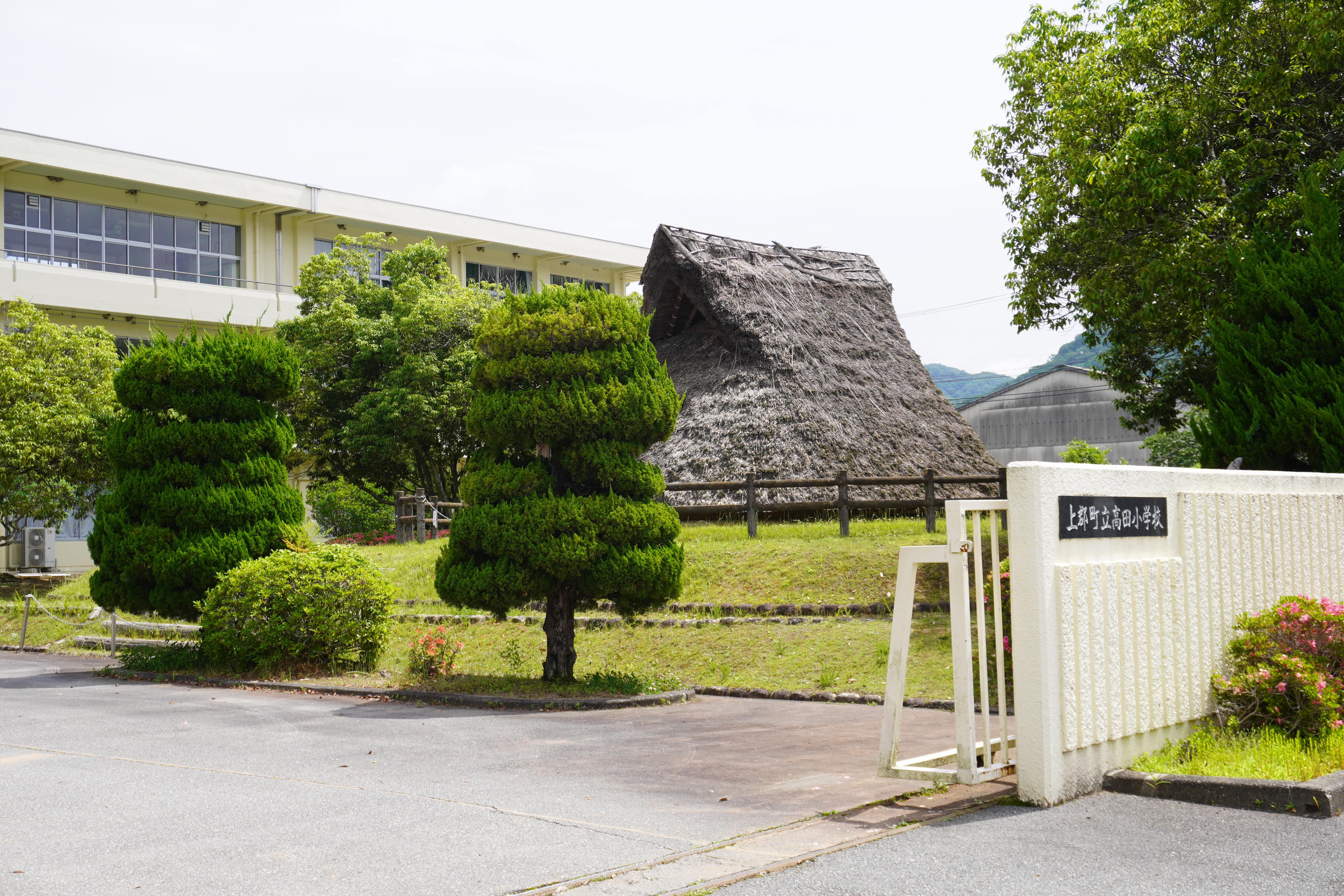
上郡町立高田小学校にある神子田遺跡の竪穴建物

上郡町立高田小学校（かみごおりちょうりつ たかたしょうがっこう）は、赤穂郡上郡町にある公立小学校。

## 概要
高田小学校は赤穂郡の東南部、高田地区に位置する。周辺は田畑が残る田園地帯で、300メートル前後の山に囲まれた盆地となっており、北方向には県道姫路上郡線が通り、西方向には JR西日本山陽本線が通り千種川が流れる。1975年（昭和50年）代には、高田台地区が宅地開発され児童数が急増したが、1985年（昭和60年）をピークに減少に転じている。1982年（昭和57年）には、校庭内の発掘調査で弥生時代後期の竪穴建物跡が2棟発見され、1995年（平成7年）に神子田遺跡の竪穴建物1棟が復元されている。学校付近の標高は、約34メートルである。
2025年（令和7年）の児童数は117人。

## 沿革
- 1872年（明治5年） - 高田内に、善性・正心・致知・修徳の４小学校創立
- 1876年（明治9年）3月 - 上記の4校を統合し、青藍小学校と改称
- 1885年（明治18年）2月 - 学区の改正に伴い、篤信小学校と改称
- 1891年（明治24年）4月23日 - 県令15号により等科改正、高田尋常小学校と改称
- 1903年（明治36年）1月6日 - 校舎落成
- 1906年（明治39年）4月1日 - 高等科併置により、高田尋常高等小学校と改称
- 1936年（昭和11年）3月23日 - 校舎・講堂落成
- 1941年（昭和16年）4月1日 - 高田国民学校と改称
- 1947年（昭和22年）4月1日 - 学校教育法施行により、高田村立高田小学校と改称
- 1955年（昭和30年）3月25日 - 上郡町、高田村、鞍居村、赤松村（大酒・小赤松・抜位を除く）、船坂村の町村合併により、上郡町立高田小学校と改称[5]
- 1966年（昭和41年）2月8日 - 鉄筋校舎8教室竣工
- 1969年（昭和44年）7月12日 - 水泳プール竣工
- 1974年（昭和49年）3月4日 - 特別教室増築（家庭科室・理科室・理科準備室）
- 1980年（昭和55年）3月26日 - 鉄筋3階建本館竣工
- 1983年 （昭和58年）2月23日 - 屋内運動場（体育館）竣工
- 1983年（昭和58年）7月6日 - 水泳プール竣工
- 1985年 （昭和60年）2月26日 - 校舎増築（視聴覚室・理科室･理科準備室・普通教室２）
- 1995年（平成7年）2月18日 - 神子田遺跡の竪穴建物復元[3]
- 2010年（平成22年）2月1日 - プール塗装工事
- 2011年（平成23年）11月8日 - 耐震工事完了・北校舎撤去工事
- 2012年（平成24年）2月28日 - プール・運動場・フェンス改修工事

## 教育目標
『夢に向かって、真っ直ぐ自分らしく生きる高田健児の育成』 - 正をたのしみ、正を踏む教育 -

## 校歌
- 作詞：田中脩治、作曲：村瀬寛蔵

## 学校行事
| - 4月 始業式、入学式 - 5月 1年生を迎える会、体育大会 - 6月 芸術鑑賞会 | - 7月 終業式 - 8月 - 9月 始業式、避難訓練、自然学校 | - 10月 修学旅行 - 11月 学習発表会 - 12月 マラソン大会、終業式 | - 1月 始業式 - 2月 - 3月 6年生を送る会、卒業式、修了式 |

## 通学区域
- 上郡町[6]
  - 中野、宿、休冶、宇野山、佐用谷、小野豆、奥、宇治山、神明寺、與井、與井新、西野山、釜島、正福寺、高田台

## 進学先中学校
- 上郡町立上郡中学校[6]

## 学区内の主な施設
- 高田公民館
- 旧高田幼稚園[7]
- 高田郵便局
- 上郡高田台簡易郵便局
- 上郡消防署

## 交通
- 自動車
  - JR西日本山陽本線・智頭急行上郡駅から西に約4キロメートル
- バス
  - 上郡駅からウエスト神姫バス、上郡ネオポリス行きで終点のバス停留所下車 徒歩約10分(700メートル）
  - 上郡駅から上郡町コミュニティバス、高田・高田台線で高田小学校前バス停留所下車[8]

## 通学区域が隣接している学校
- 上郡町立上郡小学校
- 上郡町立山野里小学校
- 赤穂市立原小学校
- 相生市立若狭野小学校
- 相生市立矢野小学校